# Юсфи, Юсеф
Юсеф Юсфи (араб. يوسف اليوسفي‎; род. 2 октября 1941, Батна, Алжир) — алжирский государственный деятель. С 13 марта 2014 являлся премьер-министром Алжира.

## Биография
Был доцентом, затем профессором хими́ческой технологии в Национальной Политехнической школе, затем Научно-технологическом университете им. Хуари Бумедьена в Алжире. Позднее занимал должность директора химического института, а также советника по нефтяным делам при министерстве промышленности и энергетики.
В конце 1970-х Юсфи был назначен вице-президентом по маркетингу компании Sonatrach, а в 1985 году стал её генеральным директором. В 1996 году занял должность главы президентской администрации при Ламине Зеруале. В 1997 году был назначен министром нефти и энергетики, а также впервые был избран в качестве члена Национальной народной ассамблеи (алжирского парламента).
В начале 1999 года Юсфи стал президентом Организации стран-экспортеров нефти (ОПЕК). 23 декабря 1999 года был назначен министром иностранных дел.
В апреле 2001 года Юсеф Юсфи был назначен послом Алжира в Канаду, затем послом в Организации Объединенных Наций в 2006 году.

## Личная жизнь
Женат, отец троих детей.